# Valutalagen
Den svenska valutalagen, enligt vilken endast Riksbanken fick handla med svenska valutor, antogs 1939. Syftet var att kontrollera och begränsa möjligheterna att föra valutor, värdepapper och kapital över statsgränsen. Lagen avskaffades 1990.